# Bičování

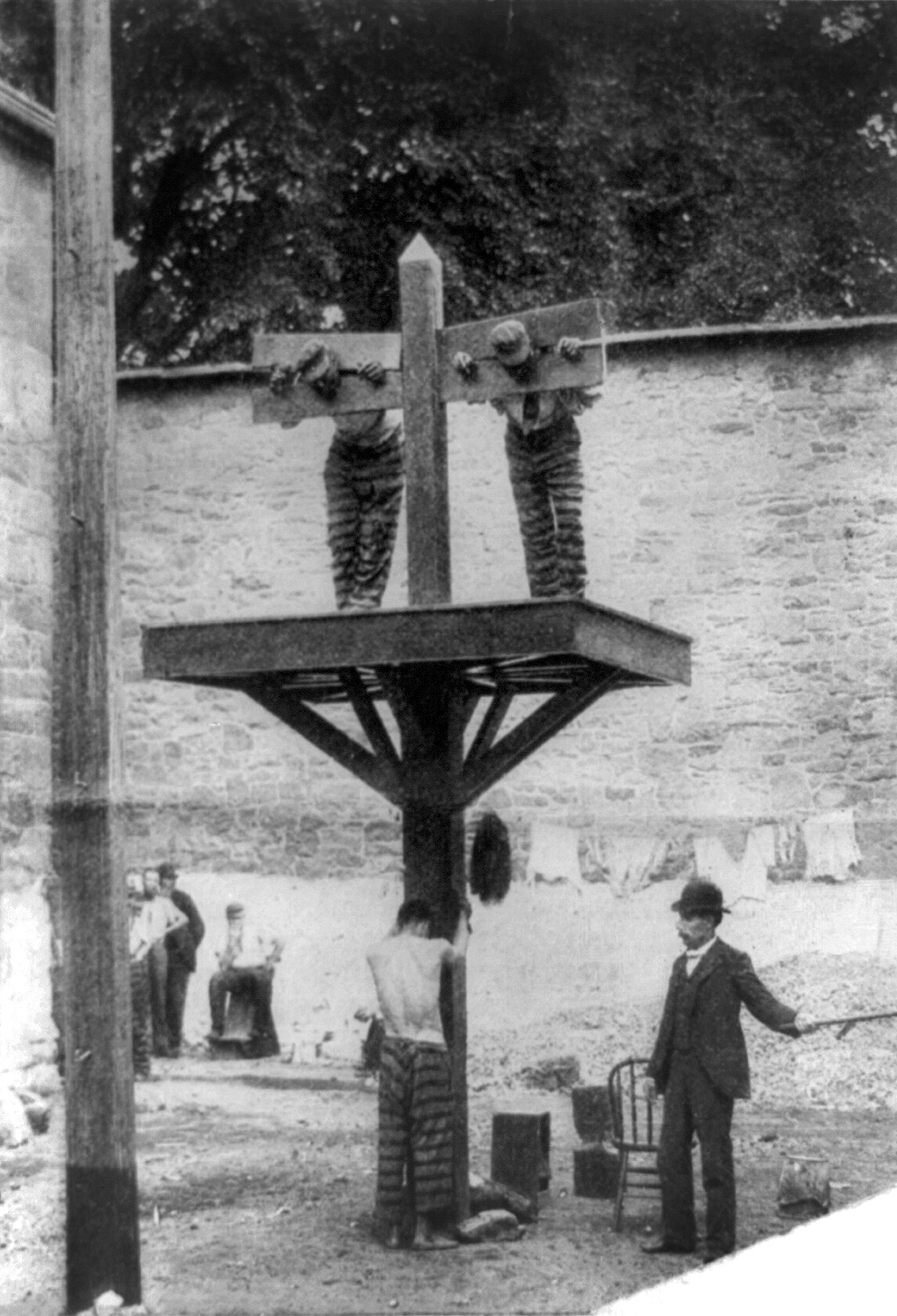
Bičování vězňů, Delaware, 1907

Bičování, neboli mrskání, je trest, široce používaný od starověku až do dnešních dob.

## Starověk
Ve starověku židé odsuzovali k bičování za trest při porušení obřadních předpisů či za zločin proti mravnosti. Odsouzený mohl dostat maximálně 40 ran, přičemž trest nebyl považován za společensky potupný a ponižující. Bičování bylo prováděno v synagoze. V průběhu bičování byly trestanému předčítány texty ze Starého zákona. Samotný průběh bičování sledoval vždy soudce, bičovaný ležel na zemi na břiše. Židé používali hůl či prut, později i bič, ten se časem rozdělil na tři řemeny, proto odsouzenec dostával maximálně třináct ran.
Také podle římského práva bylo na začátku našeho letopočtu možné člověka odsoudit maximálně ke 40 ranám bičem.

## Novověk
Bičování se rovněž používalo v různých formách, novými nástroji jako devítiocasá kočka nebo tradiční bič. Bičování bylo založeno jako trest, který neznamená mrzačení (nenávratné poškozování těla). To však neznamená, že je to trest méně nepříjemný, protože u biče člověk mohl dostat 39 ran, které byly způsobeny hluboce a do krve. Další formy byly potom takzvané plané biče, které měly na konci ostré plíšky. Velmi obávaným druhem biče byla knuta, kožený bič dlouhý až 3 metry a užívaný v carském Rusku. Bití knutou mohlo mít smrtelné následky,

## Současnost

### Asie
Bičování je dodnes v některých zemích používáno, konkrétně v Bruneji, Malajsii, Singapuru, Tanzanii, Zimbabwe a řadě islámských zemí. V Singapuru je možno udělit trest bičování například za nelegální graffiti. Maximální počet ran je 36, odsouzený si však může vyměnit jednu ránu za jeden rok ve vězení. Při výkonu trestu je odsouzený připoután na lavici, leží na břiše. Jako nástroj je používána hůl, kterou se kat musí trefit mezi dva vodící plechy, které jsou po každé ráně posunuty, aby další rána byla mířena do jiné části zad. Výkonu je přítomen lékař, který může exekuci přerušit v případě zdravotních problémů odsouzeného, který musí být při vědomí. Rány nezpůsobí protržení pokožky, vyvolají pouze podlitiny, které se léčí od několika měsíců do cca půl roku.

### Blízký východ
Bičování je také jedna z forem trestu používaných podle islámského práva šaría za trestné činy jako smilstvo, užívání alkoholu nebo za pomluvu, ale také je široce oblíben jako volný trest přo řadu jiných přestupků. Podle islámského práva byly nevěrnice původně jen bičovány – kamenování převzali muslimové od židů. V Súdánu bylo ještě na počátku 21. století běžným trestem pro ženy i za lehčí mravnostní delikty 40 ran bičem (např. za nošení kalhot); ke 12 měsícům vězení a tři sta padesáti ranám bičem za nelegální přechovávání několika lahví vína bylo možné odsoudit mužského viníka v nábožensky rigidní Saúdské Arábii.

### BDSM
Bičování se též používá při jedné z forem spankingu, sadomasochistické sexuální praktiky.